# Minerva G. Carcaño

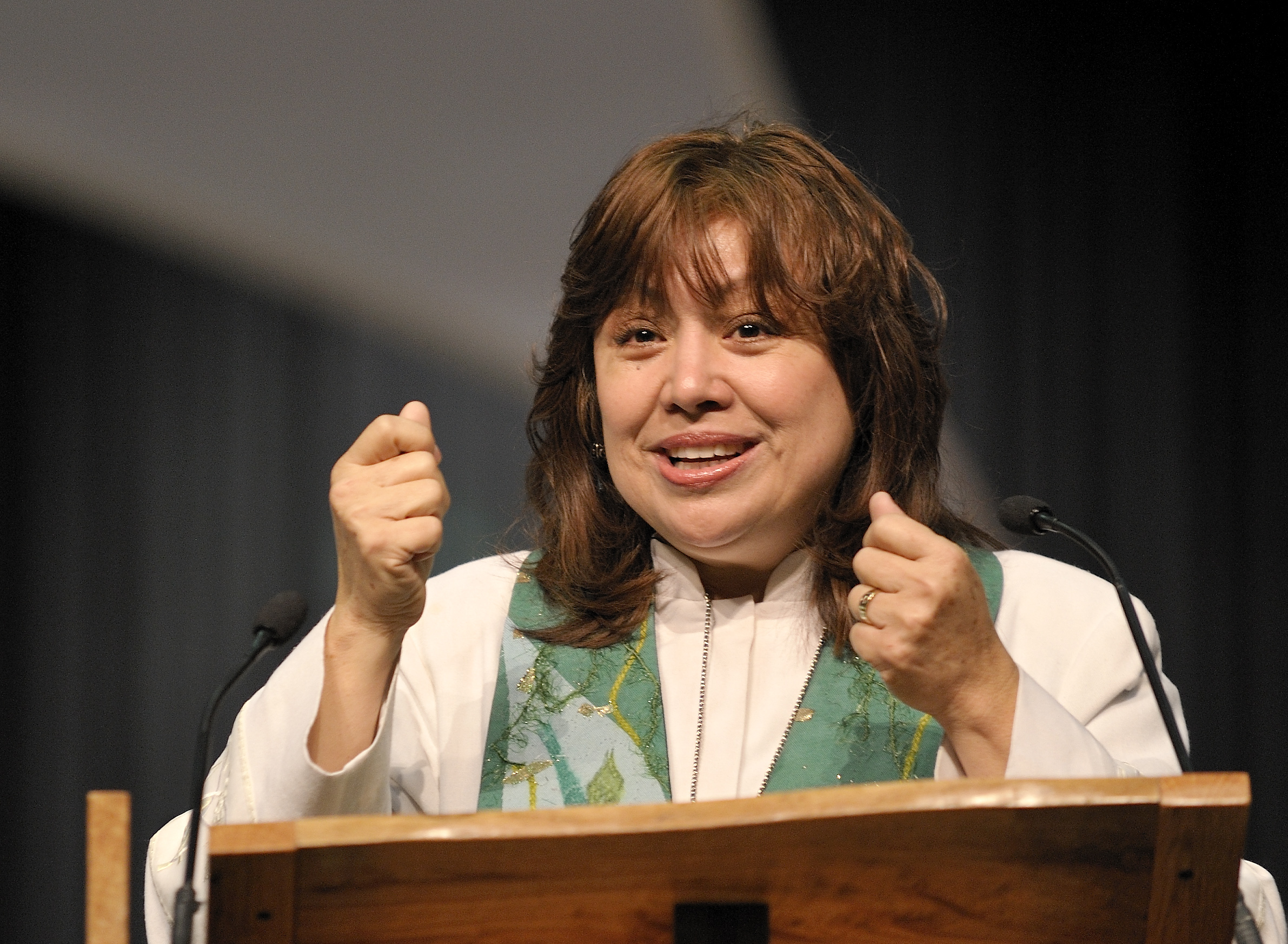
Minerva G. Carcaño

Minerva G. Carcaño (* 20. Januar 1954 in Edinburg, Texas) ist eine US-amerikanische Bischöfin der United Methodist Church.

## Leben
Nach ihrer Schulzeit in Edinburg, Texas, studierte Carcaño an der University of Texas–Pan American Theologie, wo sie 1975 mit einem Bachelor graduierte. Danach gelang ihr 1979 der Master in Theologie an der Perkins School of Theology der Southern Methodist University. Im gleichen Jahr wurde sie zur Pastorin ordiniert und diente darauf in den folgenden Jahren in verschiedenen methodistischen Kirchengemeinden in Texas. Von 1992 bis 1996 wirkte sie organisatorisch als Pfarrerin im South Albuquerque Cooperative Ministerium. Danach wurde sie Direktorin des Mexican American Program of Hispanic Studies an der Perkins School of Theology. 2004 wurde Carcaño zur Bischöfin in Phoenix, Arizona, gewählt.
Carcaño ist verheiratet und hat eine Tochter.

## Schriften
- I believe in Jesus. United Methodist Church, New York 2008, ISBN 978-1-933663-18-0.